# Stenbrohults landskommun
Stenbrohults landskommun var en tidigare kommun i Kronobergs län.

## Administrativ historik
När 1862 års kommunalförordningar trädde i kraft den 1 januari 1863 inrättades i Stenbrohults socken i Allbo härad i Småland denna kommun. Ett municipalsamhälle med namnet Älmhults municipalsamhälle inrättades i kommunen 6 februari 1885. Detta område avskiljdes från Stenbrohult 1901 för att bilda Älmhults köping.
Den första av 1900-talets riksomfattande kommunreformer i Sverige år 1952 påverkade inte Stenbrohult, som kvarstod som egen kommun fram till nästa indelningsreform 1971, då området gick upp i Älmhults kommun.
Kommunkoden 1952–70 var 0727.

### Kyrklig tillhörighet
I kyrkligt hänseende tillhörde kommunen Stenbrohults församling.

## Geografi
Stenbrohults landskommun omfattade den 1 januari 1952 en areal av 118,51 km², varav 88,96 km² land.

### Tätorter i kommunen 1960
| Tätort          | Folkmängd |
| --------------- | --------- |
| Diö             | 901       |
| Liatorp, del av | 720       |
| Möckeln         | 203       |

Tätortsgraden i kommunen var den 1 november 1960 64,0 procent.

## Politik

### Mandatfördelning i valen 1938–1966
|  | 14 | 4 | 6 |

| 25 |

|  | 15 | 3 | 6 |

| 23 |

| 2 | 14 | 3 | 6 |

| 23 |

|  | 14 | 3 | 3 | 4 |

| 24 |

| 15 | 3 | 3 | 4 |

| 23 |

| 14 | 3 | 2 | 6 |

| 23 |

| 15 | 3 | 2 | 5 |

| 24 |

| 14 | 3 | 2 | 6 |

| 23 |